# Derrick Walser
Derrick Walser (* 12. Mai 1978 in New Glasgow, Nova Scotia) ist ein kanadischer Eishockeyspieler, der zuletzt in der britischen EIHL bei den Belfast Giants unter Vertrag stand.

## Karriere
Walser verbrachte die ersten Jahre seiner Profilaufbahn in der kanadischen Juniorenliga QMJHL. In der letzten seiner fünf Spielzeiten dort schaffte er es, ins All-Star-Team gewählt und zum besten Verteidiger der Liga ernannt zu werden. Ohne während eines NHL Entry Draft gezogen worden zu sein, nahmen ihn die Calgary Flames unter Vertrag und Walser wechselte in das AHL-Farmteam der Flames. Er absolvierte zudem mehrere Spiele in der East Coast Hockey League. Der Verteidiger verbrachte drei Jahre in den unteren Ligen, bis er 2001 mit den Saint John Flames und zusammen mit seinem späteren Berliner Teamkollegen Micki DuPont den Calder Cup, die Meisterschaft der American Hockey League, gewann. Nach dem Erfolg in der AHL wurde der Linksschütze von den Columbus Blue Jackets verpflichtet.
Die nächsten Jahre wechselte Walser immer wieder zwischen den Columbus Blue Jackets und deren Farmteam, den Syracuse Crunch. Er schaffte es nicht, einen Stammplatz in der NHL-Mannschaft zu besetzen. Im Sommer 2004 wechselte der Kanadier zu den Eisbären Berlin aus der Deutschen Eishockey Liga. In den Spielzeiten 2004/05 und 2005/06 gewann Walser mit den Eisbären die Deutsche Meisterschaft. Im Jahr 2006 wurde der Kanadier von den Verantwortlichen der DEL zum wertvollsten Spieler der Play-offs gewählt. Im Anschluss unterschrieb er einen Vertrag über ein Jahr bei den Carolina Hurricanes. Die Eisbären Berlin setzten seinen Vertrag daraufhin aus. Der damals 28-Jährige traf bei den Hurricanes Erik Cole wieder, mit dem er während des Lockouts in der Saison 2004/05 in Berlin zusammen gespielt hatte.
Für die Saison 2007/08 unterschrieb Walser einen Zweijahresvertrag bei den Eisbären Berlin, entschied sich wenig später aber kurzfristig für einen Ein-Wege-Vertrag bei den Toronto Marlies, wodurch er ausschließlich in der AHL spielte. Die Eisbären erhielten einen finanziellen Ausgleich in Höhe von etwa 75.000 Euro und sicherten sich zudem die Transferrechte für den europäischen Transfermarkt an Walser für drei Jahre. Im Sommer 2008 wechselte er in die Kontinentale Hockey-Liga zu Witjas Tschechow, kehrte allerdings zur Saison 2009/10 nach Berlin zurück. Er schied mit seiner Mannschaft – nach Rekordhauptrunde – im Playoff-Viertelfinale gegen die Augsburger Panther aus, da die Eisbären das entscheidende fünfte Spiel vor heimischer Kulisse nicht erfolgreich bestreiten konnten.
In der darauf folgenden Saison steigerte sich Derrick Walser offensiv (47 Punkte, 19 Tore), gewann mit den Eisbären die deutsche Meisterschaft sowie die European Trophy und wurde von einem Experten-Gremium der Eishockey News als bester DEL-Verteidiger 2011 ausgezeichnet. Eine Auszeichnung, die er bereits 2006 einheimsen konnte. Ausschlaggebend war neben seiner Torgefährlichkeit insbesondere auch seine starke und für Verteidiger wichtige Plus/Minus-Bilanz von +25, die er ebenfalls im Gegensatz zur Vorsaison erheblich steigern konnte (+9).
Nach dem erneuten Gewinn der Meisterschaft entschied sich Walser für einen Vereinswechsel und gab bekannt, dass er für die nächsten zwei Saisons in die Schweizer National League A zu den Rapperswil-Jona Lakers wechseln würde. Er blieb letztlich bis zum Ende der Saison 2014/15 in Rapperswil und nahm im Juli 2015 dann ein Angebot aus Nordirland an, Spielertrainer der Belfast Giants aus der Elite Ice Hockey League (EIHL) zu werden.

## Erfolge und Auszeichnungen
| - 1997 QMJHL First All-Star Team - 1998 Trophée Émile Bouchard - 1998 CHL Defenceman of the Year - 1998 QMJHL First All-Star Team - 1998 CHL First All-Star Team - 2001 Calder-Cup-Gewinn mit den Saint John Flames - 2002 Teilnahme am AHL All-Star Classic | - 2005 Deutscher Meister mit den Eisbären Berlin - 2006 Teilnahme am DEL All-Star Game - 2006 Wertvollster Spieler der DEL-Playoffs - 2006 Deutscher Meister mit den Eisbären Berlin - 2008 Teilnahme am AHL All-Star Classic - 2011 Deutscher Meister mit den Eisbären Berlin - 2012 Spengler-Cup-Gewinn mit dem Team Canada |

## Statistik
Stand: Ende der Saison 2010/11